# Подія
Поді́я — зміна властивостей об'єкта, взаємодія між об'єктами, утворення нового об'єкта або знищення існуючого об'єкта. Кожна подія містить оцінку часу, що вказує, коли воно відбувається, і місця, де вона відбувається.
У рамках теорії відносності вся сукупність місць і часів, у які може відбуватися подія, утворюють простір-час подій.
Віддаленість подій одна від одної характеризується просторово-часовим інтервалом. У той час як місце й час події залежать від системи відліку спостерігача, просторово-часовий інтервал є величиною незмінною, однаковою для всіх систем відліку.